# Електромагнітний ракетний прискорювач

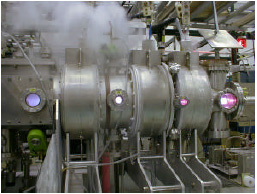
VASIMR на випробувальному стенді

Електромагнітний прискорювач із змінним питомим імпульсом (англ. Variable Specific Impulse Magnetoplasma Rocket; VASIMR) — електромагнітний плазмовий прискорювач, призначений для реактивного прискорення космічного апарата. Реактивний двигун використовує радіохвилі для іонізації робочого тіла з подальшим розгоном отриманої плазми за допомогою електромагнітного поля для отримання тяги.
Метод нагріву плазми, який використовується в VASIMR, був розроблений в результаті досліджень в області термоядерного синтезу. Мета розробки VASIMR — заповнити розрив між високоефективними реактивними системами малої тяги з високим питомим імпульсом і низькоефективними системами великої тяги з низьким питомим імпульсом. VASIMR здатний працювати в режимах, близьких до систем великої тяги і малої.
Концепція двигуна запропонована астронавтом і вченим Франкліном Чанг-Діазом з Коста-Рики в 1979 році і продовжує розвиватися в даний час.

## Основний проект
VASIMR, іноді розглядається як електротепловий плазмовий прискорювач (ЕПП), що використовує радіохвилі для іонізації і нагріву робочого тіла і електромагнітні поля для прискорення плазми для отримання прискорення. Цей тип двигуна можна розглядати як варіацію безелектродного плазмового прискорювача, що відрізняється в способі прискорення плазми. Обидва типи двигуна не мають жодних електродів. Основна перевага такого проекту у виключенні проблеми ерозії електродів. Більше того, оскільки всі частини VASIMR захищені магнітним полем і не вступають в прямий контакт з плазмою, потенційна тривалість експлуатації двигуна, побудованого за таким проектом, набагато вище іонного двигуна.
Проект включає в себе три частини:
- перетворення газу в плазму з використанням радіохвильових антен;
- збудження плазми за допомогою подальшого нагріву в прискорювачі;
- використання електромагнітів для створення магнітного сопла, яке конвертує отриману теплову енергію плазми в кінетичну енергію реактивного струменя.

Змінюючи кількість енергії на радіохвильовий розігрів і кількість робочого тіла, спрямованого на створення плазми, VASIMR здатний як виробляти малу тягу з високим питомим імпульсом, так і відносно високу тягу з низьким питомим імпульсом.

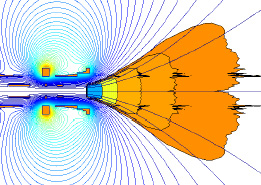
Діаграма VASIMR

На відміну від звичайних циклотронно-резонансних нагріваючих процесів, іони в VASIMR відразу ж проходять через магнітне сопло швидше часу, необхідного для досягнення термодинамічної рівноваги. Ґрунтуючись на теоретичній роботі 2004 року Ареф'єва (Arefiev) і Брейзмана (Breizman) з Техаського університету в Остіні, практично вся енергія в іонній циклотронній хвилі буде рівномірно розподілена в іонізованій плазмі за один прохід в циклотронному абсорбційному процесі. Це дозволяє іонам покинути магнітне сопло з дуже вузьким розподілом енергії, що дає спрощений і компактний розподіл магнітів в двигуні.

## Ефективність
Поточні VASIMR повинні володіти питомими імпульсами в діапазоні від 3000 до 30 000 секунд (швидкості витікання від 30 до 300 км/с). Нижня межа цього діапазону зпорівняна з деякими існуючими концепціями іонних двигунів. Регулюючи отримання плазми і нагрів, VASIMR може керувати питомим імпульсом і тягою. Двигун також здатний використовувати набагато більш високі рівні енергії (мегавати) в порівнянні з існуючими концепціями іонних двигунів. Тому VASIMR може забезпечити в десятки разів більшу тягу, за умови наявності відповідного джерела енергії.

## Застосування
VASIMR не підходить для підйому корисного навантаження з поверхні планети (наприклад Землі) на навколопланетну орбіту через його низьке співвідношення тяги до маси і може бути використаний тільки в невагомості (наприклад для старту з корабля з навколопланетної орбіти). Він може бути використаний як останній ступінь, скорочуючи потребу в паливі для транспортування в космосі. Очікується, що двигун повинен виконувати ці операції за частки вартості від вартості на основі технологій хімічного реактивного руху:
- компенсація гальмування у верхній атмосфері Землі (підйом орбіти) для орбітальних станцій.
- забезпечення доставки вантажів на місячну орбіту.
- заправка паливом в космосі.
- відновлення ресурсів в космосі.
- космічні транспортування з надвисокими швидкостями для далеких дослідницьких програм.

Інші застосування VASIMR (наприклад, транспортування людей до Марса) вимагають наявності джерел дуже високих енергій з невеликою масою, таких як, наприклад, ядерні енергетичні установки.
У серпні 2008 Тім Гловер (Tim Glover), директор з розвитку фірми «Ad Astra», публічно заявив, що першим очікуваним застосуванням двигуна VASIMR буде «переміщення вантажів (не людей) з низької навколоземної орбіти на низьку місячну орбіту» і буде призначене для підтримки програми НАСА повернення на Місяць.

## Поточний стан

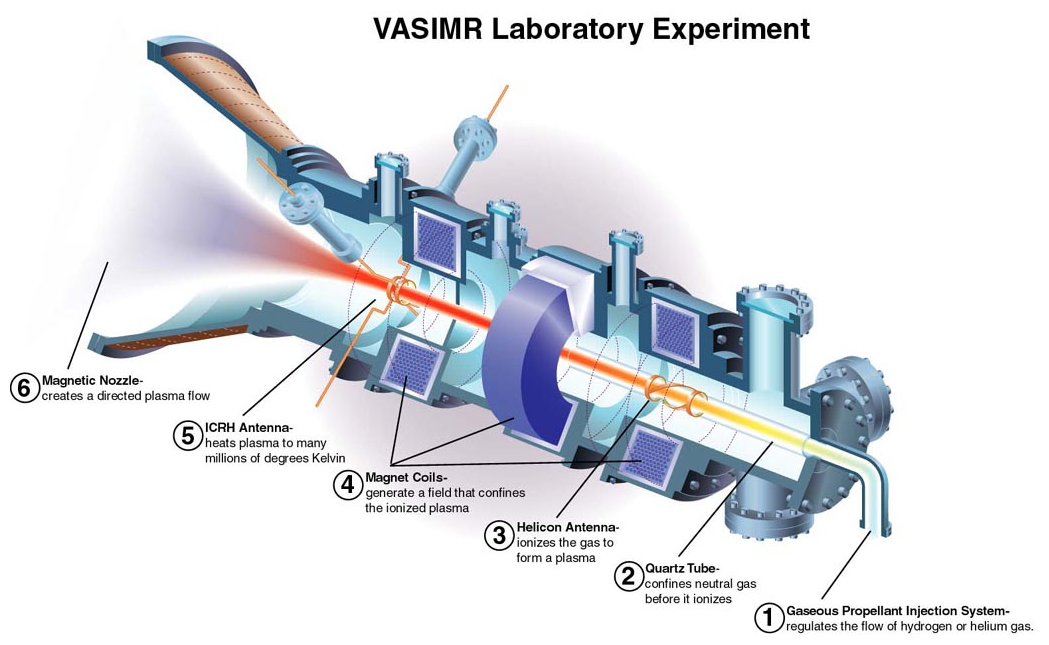
Схема VASIMR

Основним розробником VASIMR є «Ad Astra Rocket Company». На сьогодні основні зусилля були спрямовані на покращення загальної ефективності двигуна, через збільшення рівнів використовуваної енергії. Згідно даних компанії, поточна ефективність VASIMR складає 67%. Опубліковані дані двигуна VX-50 повідомляють, що двигун здатен використовувати 50 кВт на випромінення в радіодіапазоні, складає ККД 59%, обчислене наступним чином : 90% NA ефективність процесу отримання іонів. Модель VX-100, як очікується, буде мати загальну ефективність 72%, шляхом поліпшення параметра NB, тобто ефективність прискорення іонів, до 80%.
Однак є додаткові менші втрати ефективності, що відносяться до конвертації постійного струму в радіохвильову енергію і споживання енергії надпровідними магнітами. Для порівняння, робочий іонний двигун NASA HiPEP, володіє загальною ефективністю прискорювача 80%.
Опубліковані дані випробувань VASIMR моделі двигуна VX-50 свідчать, що від здатен виробляти 0,5 Н тяги. «Ad Astra Rocket Company» планувала здійснення випробувань прототипу двигуна VX-200 на початку 2008 р. з потужністю випромінення в радіодіапазоні 200 кВт з метою досягнення необхідної ефективності, тяги і питомого імпульсу.
24 жовтня 2008 року компанія заявила, що генерація плазми двигуном VX-200 за допомогою радіоволн першого ступеня або твердотілим високочастотним випромінювачем енергії досягла планованих рабочих показників. Ключова технологія, твердотіле перетворення енергії постійного струму в радіохвилі, стала вкрай ефективною і досягла рівня 98%. Радіоволновий імпульс використовує 30 кВт для перетворення газу аргону в плазму, 170 кВт які залишилися, витрачаються на розгін і розігрів плазми в задній частині двигуна за допомогою іон-циклотронного резонансного розігріву.
На підставі даних, які опубліковані за попередніми випробуваннями VX-100, можна очікувати, що двигун VF-200, який повинен бути встановлений на МКС, буде мати системну ефективність 60—65% і рівень тяги 5 Н. Оптимальний питомий імпульс передбачається на рівні 5000 с і використанням як робочого тіла аргону. Питома потужність оцінюється у 1 кг/кВт, що означає, що вага цієї версії VASIMR буде складати тільки 300 кг.
Одна з проблем, яка залишилася — визначення співвідношення потенційно можливої тяги по відношенню до дійсного її значення. Тобто, чи буде чи ні гаряча плазма знаходитися на відстані від двигуна насправді. Це буде підтверджено у 2009 р., коли двигун VX-200 буде встановлений та випробуваний в достатньо великій вакуумній камері. Інша проблема — керування виділеним паразитним теплом при роботі (60% ефективності — це близько 80 кВт непотрібного тепла), вирішення якої критично важливо для тривалого функціонування двигуна VASIMR.
10 грудня 2008 року «Ad Astra Rocket Company» уклала контракт з NASA на визначення положення і випробування політної версії VASIMR VF-200 на МКС. Його запуск був запланований на 2015 рік.
7 липня 2009 року співробітники «Ad Astra Rocket Company» успішно випробували плазмовий двигун на надпровідних магнітах
VASIMR-двигун на МКС буде використовуватися в пакетно-монопольному режимі, з періодичними включеннями. Так як виробництво електроенергії на МКС недостатньо велике, система буде мати також набір батарей з достатньо малим споживанням току для підзарядки, який дозволить двигуну працювати протягом 10 хвилин. Цього буде достатньо для підтримання висоти станції, що виключить необхідність дорогої операції з підйому станції з використанням прискорювачів на основі хімічних реакцій горіння.
В 2015 році компанія «Ad Astra Rocket Company», виграла 10-ти мільйонний тендер на будівництво міжпланетного іонного двигуна «Vasimr», здатного доправити експедицію на Марс менш ніж за 40 днів.

## Космічний буксир: орбітальний транспортний корабель

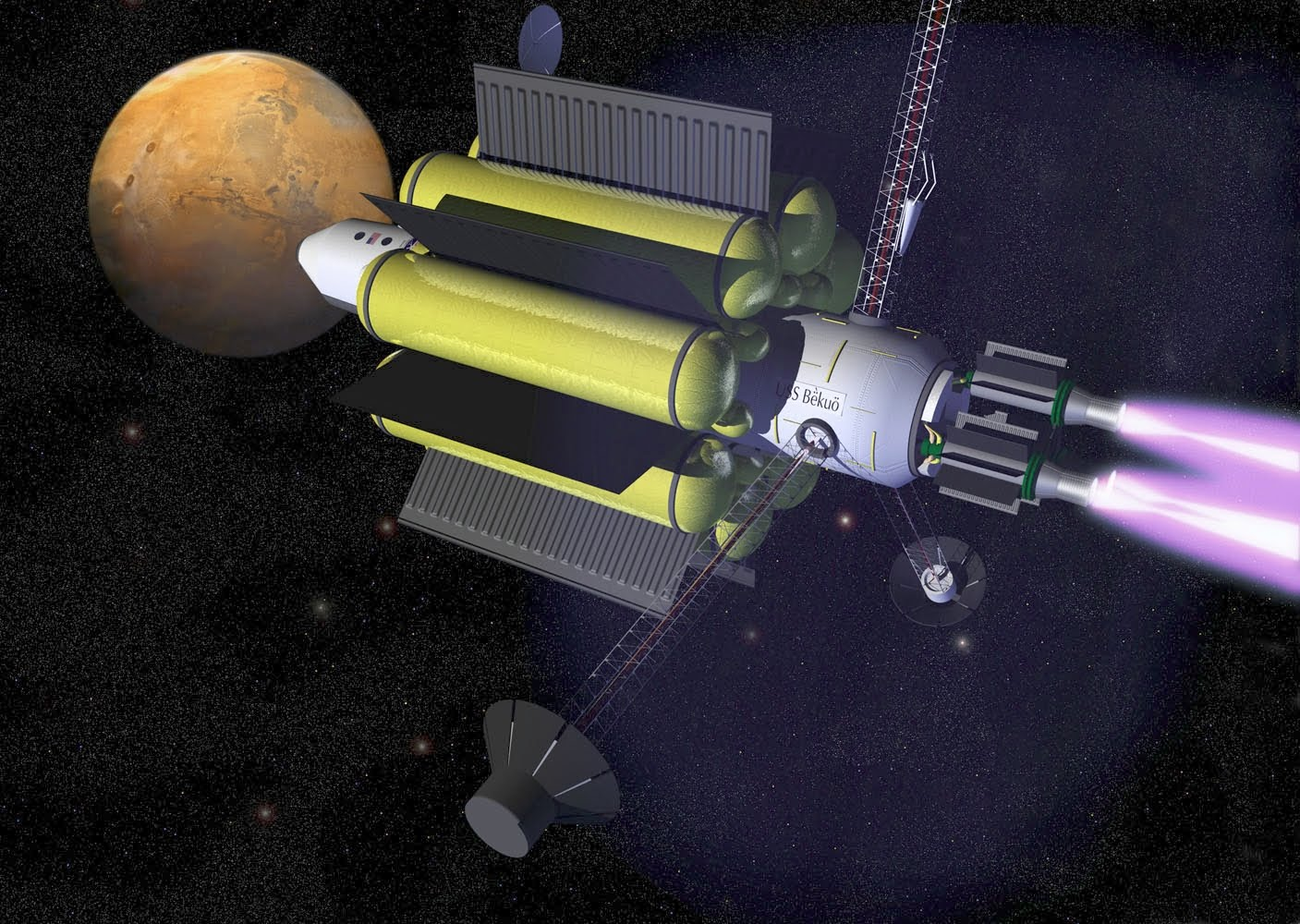
Космічний корабель з VASIMR в уяві художника

Найбільш важливим застосуванням в найближчому майбутньому для VASIMR двигунів в космічній галузі — це транспортування вантажів. Численні дослідження засвідчили, що КА з двигуном VASIMR буде більш ефективним під час руху в космосі в порівнянні з традиційними інтегрованими хімічними ракетами. Космічний буксир, який прискорюється за допомогою одного двигуна VF-200, був би здатен перемістити 7 т вантажу з низької земної орбіти на низьку місячну орбіту приблизно за 6 місяців польоту.
NASA планує переміщення 34 т корисного вантажу від Землі до Місяця. Для того, щоб здійснити цю подорож, повинно бути спалено близько 60 тонн кисню/водню. Порівняний космічний буксир вимагав би 5 двигунів VF-200, які б споживали 1 МВт електроенергії з сонячних батарей чи від ядерного реактора. Для того, щоб виконати таку саму роботу, подібний буксир витратив би тільки 8 тонн аргону. Час польоту буксира може бути скорочений за рахунок польоту з меншим вантажем або використовуючи більшу кількість аргону у двигунах за меншого питомого імпульсу (більшому використанні палива). Наприклад, порожній буксир під час повернення до Землі повинен покривати цю відстань за 23 дні при оптимальному питомому імпульсі 5000 с або за 14 днів при питомому імпульсі 3000 с.

## Політ до Марса
Передбачається, що 200-мегаватний двигун класу VASIMR зможе здійснювати місії з доставки людей до Марса всього за 39 днів, порівняно з 6 місяцями, які потрібні традиційним ракетам.